# Giorgos Koumendakis
Giorgos Koumendakis (født 1959 i Rethimno, Grækenland) er en græsk komponist og dirigent.
Koumendakis studerede komposition på Hellenic Musikkonservatorium i Athen, og herefter på forskellige seminarer i Paris hos f.eks. Pierre Boulez, György Ligeti, Iannis Xenakis og Alexander Goehr. Han hører til nutidens betydningsfulde og indflydelsesrige komponister i sit land. Han har skrevet orkesterværker, koncertmusik, kammermusik, operaer, scenemusik, kormusik, filmmusik, solostykker for mange instrumenter, sange etc.

## Udvalgte værker
- Vindue (1977) - kammermusik
- Rejsen ind i natten (1998) - for orkester
- 2 Klaverkoncerter (1989-1991) - for klaver og orkester
- Selvmord 1 & 2 (1978-1979) - operaer